# Théophile de Viau
Théophile de Viau, (Clairac, Lot-et-Garonne, april 1590 - Parijs, 25 september 1626) was een Franse dichter en toneelschrijver. 
Hij werd beroemd door zijn toneelstuk Les Amours tragiques de Pyrame et Thisbé en zijn gedichten.
Het leven van Théophile de Viau speelde zich af tijdens de hugenotenopstanden. Om zich te verzekeren van een plaats aan het hof, nam hij deel aan de veldtochten van koning Lodewijk XIII tegen zijn geloofsgenoten.
De Viau was vrijdenker en onderhield seksuele relaties met zowel mannen als vrouwen. Zijn kritische opstelling tegenover kerkelijke en politieke gezagsdragers en zijn vrije moraal brachten hem in de problemen. De publicatie van Le Parnasse satyrique, een verzameling satirische en obscene gedichten waaraan hij had bijgedragen, was de directe aanleiding voor zijn arrestatie. In 1623 werd hij veroordeeld tot de doodstraf voor zijn ketterse opvattingen en libertijnse levensstijl.
De Viau behoorde tot de meest gelezen dichters in de 17e eeuw, maar raakte daarna in de vergetelheid. Zijn werk werd in de 19e eeuw opnieuw ontdekt door Théophile Gautier. Enkele gedichten en een kort verhaal zijn in het Nederlands vertaald.

## Biografie

### Jeugdjaren en opleiding
Théophile was de derde zoon van Jeanus de Viau, een advocaat die verbonden was aan het Parlement van Bordeaux. Hij was een hugenoot en Théophile ontving een calvinistische opvoeding. Hij bracht zijn kindertijd door op het landgoed van zijn vader in Boussères-de-Mazères, een gehucht aan de Garonne bij Port-Sainte-Marie, samen met zijn broers Paul en Daniel en zijn zusters Suzanne en Marie.  Hij kreeg thuisonderwijs van zijn vader, zat op school in Montauban en Bordeaux en studeerde daarna aan de Académie de Saumur, een protestantse universiteit die in 1593 was opgericht door Philippe du Plessis-Mornay. Zijn leermeester was de Schotse hoogleraar Marc Duncan (1581-1640) die filosofie, metafysica en Grieks doceerde. Zijn opvoeding en opleiding vormden de basis voor zijn latere, onafhankelijke opvattingen en zijn levenshouding.

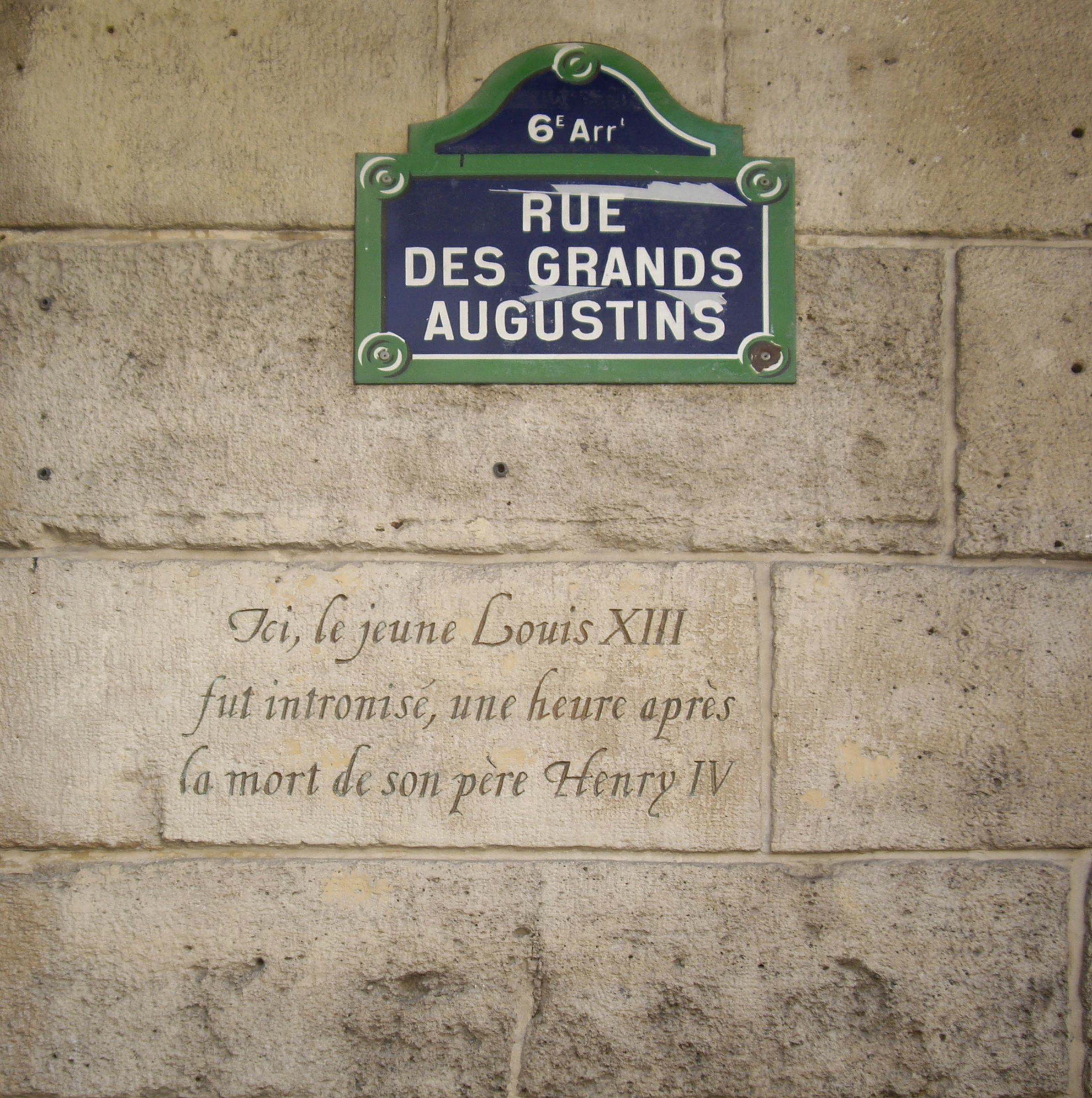
"Hier werd de jonge Lodewijk XIII gekroond, een uur na de dood van zijn vader Hendrik IV." (Inscriptie in de Rue des Grands Augustins 8, Parijs 6)

### Eerste jaren aan het hof
In 1610 vertrok De Viau naar het hof van koning Hendrik IV van Frankrijk en Maria de' Medici. De financiële ondersteuning die hij van zijn vader ontving viel weg na diens overlijden in 1612. De Viau kon in Parijs geen mecenas vinden en reisde daarom in 1612 met zijn vriend Jean-Louis Guez de Balzac naar Holland. Dat was een aantrekkelijke bestemming door de relatieve politieke vrijheid, religieuze tolerantie en de vrijheid van denken en publiceren. Hij studeerde aan de Universiteit Leiden en voorzag in zijn levensonderhoud met het schrijven van gedichten en theaterstukken. In augustus 1615 keerde hij terug naar Parijs.
In Parijs vond hij zijn eerste mecenas, de graaf van Candale Jean Louis de Nogaret de La Valette. Candale had een verhouding met de hertogin van Rohan en om in haar nabijheid te kunnen zijn, streed hij met de protestantse hertog Hendrik II van Rohan tegen de koninklijke troepen in Quercy (Guyenne). In zijn gevolg bevond zich De Viau die de rang van korporaal had en deelnam aan de veldslag. De vrede tussen de strijdende partijen werd in mei 1616 getekend. Candale verzoende zich met de koning en keerde met De Viau terug naar Parijs. Daar vond De Viau een tweede mecenas en machtige beschermheer: hij trad als dichter en toneelschrijver in dienst van hertog Hendrik II van Montmorency, grootadmiraal van Frankrijk.

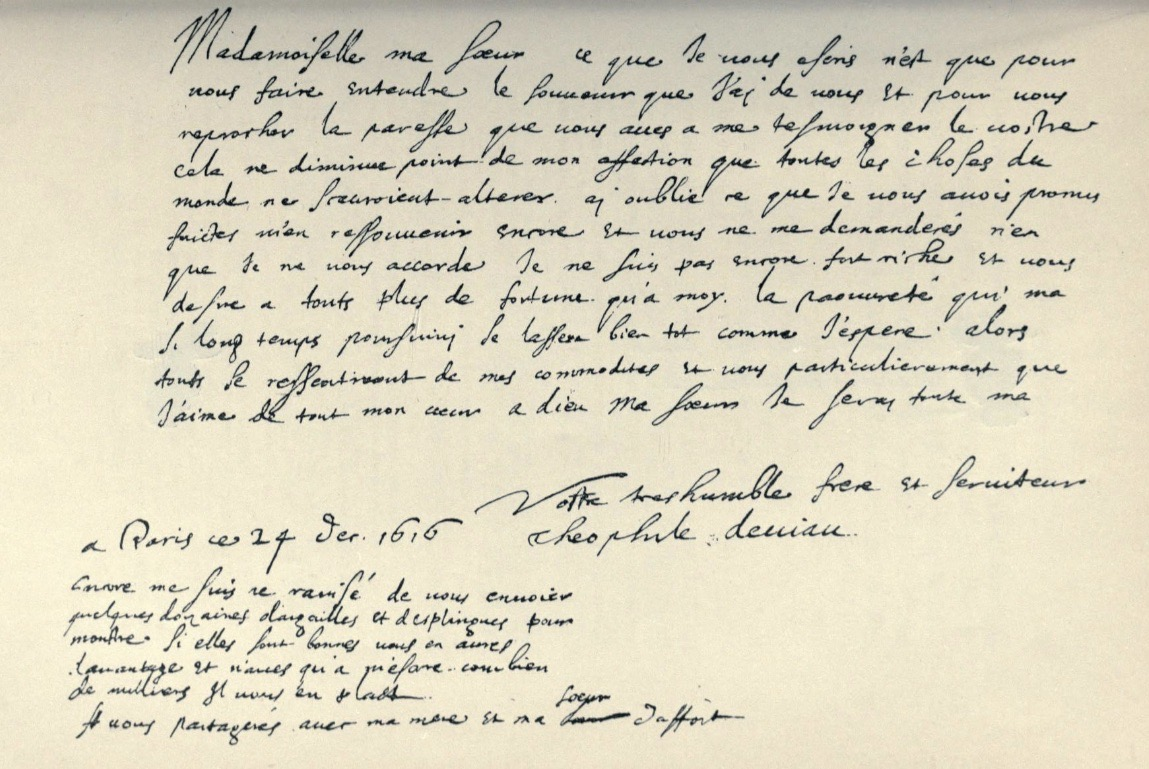
Brief van Théophile de Viau aan zijn zuster Marie, waarin hij haar laat weten dat hij goede hoop heeft om een periode van armoede achter zich te laten. Geschreven in Parijs op 24 december 1616.

Een periode van voorspoed en succes brak aan. De Viau schreef korte stukken voor hoffeesten, zoals Les Princes de Cypre, het ballet Le Forgeron pour le Roy en het toneelstuk Les Amours tragiques de Pyrame et Thisbé, gebaseerd op de Oudgriekse vertelling over de onmogelijke liefde tussen Pyramus en Thisbe. Met dit toneelstuk werd De Viau beroemd onder zijn tijdgenoten. Zijn geldzorgen verdwenen definitief na de toekenning van een jaarlijkse toelage door de jonge koning Lodewijk XIII. Ook werd hij door de koning benoemd tot Gentilhomme de la Chambre du Roi.

### Vrijheid van denken en vrijheid van zeden
In Parijs kwam De Viau in aanraking met de denkbeelden van Giulio Cesare Vanini (1585-1619), een Italiaanse filosoof en vrijdenker en een van de eerste vertegenwoordigers van het libertinisme. 
De Viau ontwikkelde zich tot de leidende figuur van een groepje Parijse dichters met gelijksoortige ideeën. Hij was onder meer bevriend met Jacques Vallée Des Barreaux, François Le Métel de Boisrobert, François Maynard en Marc-Antoine Girard de Saint-Amant. De groep trok zich weinig aan van de bestaande mores. Ze gaven zich over aan hedonistisch gedrag en filosofeerden tijdens hun bijeenkomsten vrijelijk over religieuze dogma's en politiek gevoelige onderwerpen. In hun gedichten werden vrije opvattingen over seksualiteit openlijk beschreven. De Viau was de meest representatieve en meest gedurfde vertegenwoordiger van deze groep. In scherpe en humoristische epigrammen geeft hij uitdrukking aan zijn opvattingen.
Zijn gedichten hadden ook de aandacht getrokken van enkele katholieke geestelijken die hem beschuldigden van het produceren van godslasterlijke en onfatsoenlijke geschriften. De aantijgingen misten hun uitwerking niet: in mei 1619 ontving de graaf van Candale een bevel van de koning. Omdat De Viau gedichten had geschreven die een christen onwaardig waren, moest hij worden ontslagen en binnen 24 uur het land verlaten. De Viau vluchtte naar het zuiden en verborg zich in de Pyreneeën en aan de Cantabrische Zeekust in Spanje. De winter kon hij doorbrengen in zijn ouderlijk huis in Boussères, waarschijnlijk door tussenkomst van een van zijn beschermheren. Daar schreef hij Traité de l’Immortalité de l'Âme ou la Mort de Socrate, een dialoog over de onsterfelijkeid van de ziel, gebaseerd op de Phaedo van Plato.

### À Chloris
"S’il est vrai, Chloris, que tu me aimes" ("Als het waar is, Chloris, dat je van me houdt") is de beginregel van een van de meest bekende liefdesgedichten van De Viau. Hij werd verliefd op Chloris tijdens zijn ballingschap in 1619. Van de vijftig liefdesgedichten die zijn opgenomen in zijn verzameld werk zijn er veertien aan haar gewijd. Zijn verbintenis met haar heeft, met grote onderbrekingen, tot 1626 geduurd. À Chloris is in 1916 op muziek gezet door de Franse componist Reynaldo Hahn.

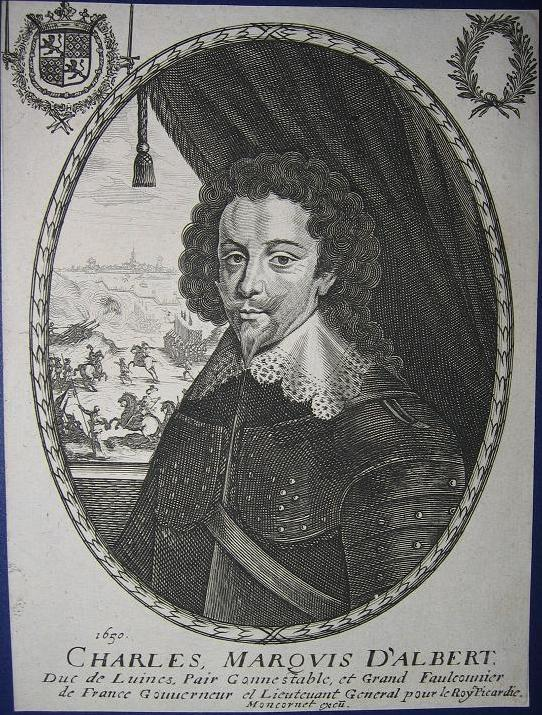
Charles d'Albert duc de Luynes (Gravure Balthasar Moncornet, 1650)

### OdeSur la Paix de l’Année 1620
Koning Lodewijk XIII botste steeds vaker met zijn moeder Maria de’ Medici, die - ook na afloop van haar regentschap - nog steeds veel invloed had op staatszaken. Na de dood van haar belangrijkste adviseur Concino Concini werd zij verbannen naar Blois. Enkele hertogen kozen haar zijde en kwamen in 1619 in opstand tegen het bewind van haar zoon.
Op advies van Charles de Luynes organiseerde Lodewijk XIII een veldtocht tegen zijn moeder en de rebellerende hertogen. De Viau volgde de graaf van Candale, die deelnam aan deze campagne. Anders dan in 1616 streed De Viau nu dus aan de kant van het koninklijke leger en tegen de troepen van zijn geloofsgenoten. De Viau was aanwezig bij de beslissende overwinning van de koninklijke troepen op 7 augustus 1620 bij Les Ponts-de-Cé. Hij beschreef de strijd en het vredesverdrag tussen de koning en de koningin-moeder in de ode Sur la Paix de l’Année 1620 waarin hij Lodewijk XIII en de hertog van Luynes lof toezwaait. Ondanks het bewijs van loyaliteit dat hij leverde door zijn deelname aan de veldtocht, lukte het hem niet om de koning te bewegen om hem weer toe te laten tot het hof. Hij vertrok daarop naar Engeland.
In het vroege voorjaar van 1621 werd hij weer tot het hof toegelaten, mede dankzij een aanbeveling van de hertog van Luynes. De Viau ondernam nog een grote stap om weer salonfähig te worden. Hij laat zich door Père Arnous, de biechtvader van Lodewijk XIII, onderwijzen in het katholieke geloof. Eind 1622 bekeerde hij zich tot het katholicisme.

### Hugenotenopstanden

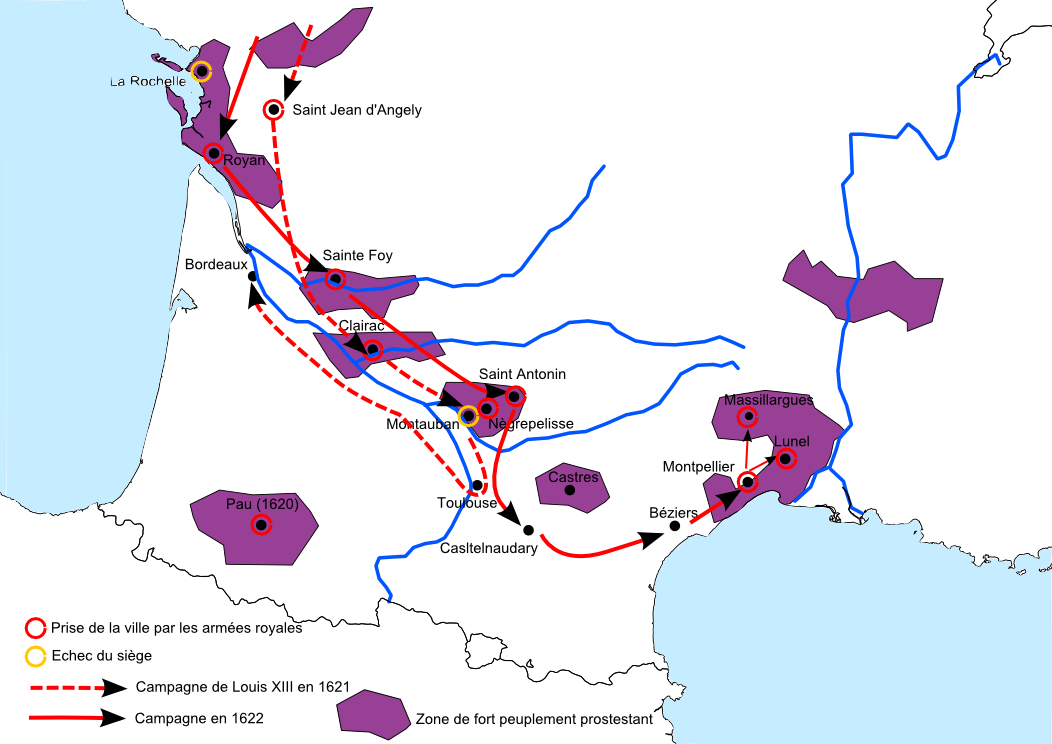
Verloop van de veldtochten van Lodewijk XIII tegen de hugenoten in 1621-1622.

De hugenotenoorlogen in Frankrijk eindigden in 1598 met de afkondiging van het Edict van Nantes. In de daarop volgende jaren werd de godsdienstvrijheid in de protestantse gebieden stap voor stap door het hof teruggedraaid. Dat was de aanleiding tot de oplaaiende hugenotenopstanden, die zouden duren tot 1629. Na zijn succes op 7 augustus 1620 bij Les Ponts-de-Cé had Lodewijk XIII zijn veldtocht voortgezet tegen de hugenoten in de Béarn. In 1621 werd opnieuw een campagne georganiseerd waaraan ook admiraal Montmorency en De Viau deelnamen.
Lodewijk XIII besloot om op 20 maart 1622 wederom een expeditie uit te rusten tegen de protestantse bolwerken in het zuidwesten van Frankrijk. Paul de Viau, de oudste broer van Théophile, vocht aan de zijde van de hugenoten, onder meer bij de strijd om Clairac en liep ernstige verwondingen op tijdens het beleg van Tonneins. Uit de brief van Théophile Ad Paulum Fratrem Charissimum (Aan mijn geliefde broer) blijkt, dat de warme genegenheid die de twee broers voor elkaar voelden in stand bleef, ondanks het verschil in godsdienstige opvattingen.
De koning keerde in januari 1623 zegevierend terug naar Parijs. Met uitzondering van La Rochelle en Montauban verloren de rebellerende hugenoten de zeggenschap over hun gebieden en werden vergaderingen van hun parlementen en synodes verboden. De Viau heeft na 1623 niet meer deelgenomen aan veldtochten tegen de hugenoten.

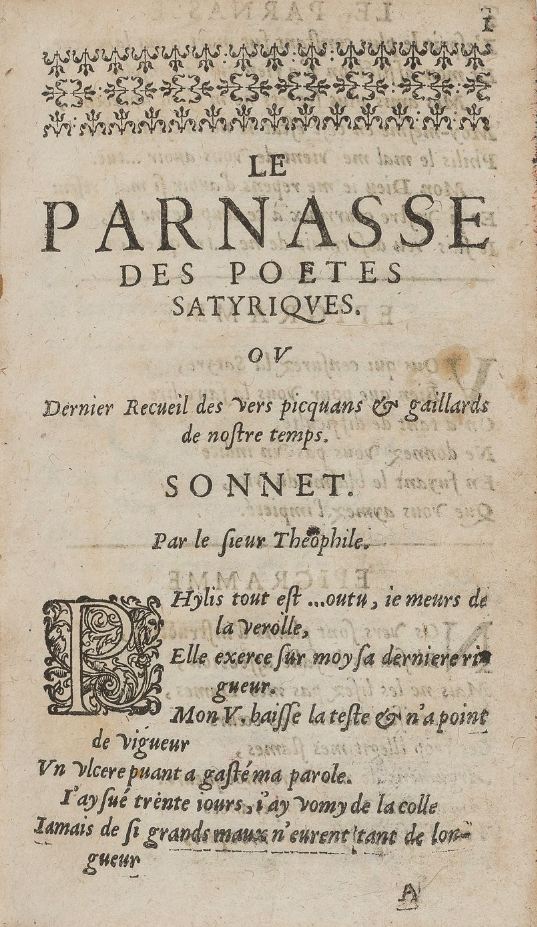
Pagina uit Le Parnasse des Poètes satyriques (1623) met de eerste regels van het omstreden sonnet van Théophile de Viau.

### Le Parnasse satyrique
In 1622 werd Le Parnasse satyrique gepubliceerd, een verzameling satirische en obscene gedichten. In de bundel waren gedichten opgenomen van De Viau en enkele tijdgenoten, waaronder Pierre de Ronsard, Mathurin Régnier, François de Malherbe en François Maynard. Van De Viau waren vier gedichten afgedrukt zonder vermelding van zijn naam. Van deze gedichten is zeker dat hij de auteur is omdat deze gedichten al eerder met naamsvermelding waren gepubliceerd. Het eerste gedicht in de bundel is een sonnet, dat later bekend werd onder de naam Le sonnet sodomite. Hierbij werd de naam van De Viau wél vermeld, maar er bestaat onzekerheid of hij werkelijk de auteur is.
Een nieuwe oplage van de bundel verscheen in 1623. De titel was veranderd in Le Parnasse des Poètes Satyriques ou dernier recueil des Vers picquans (pikante gedichten) et gaillards (gewaagd) de nostre temps, par le Sieur Théophile. In de eerste druk was een voorwoord van de uitgever opgenomen dat in de herdruk werd weggelaten en De Viau werd gepresenteerd als de samensteller van de bundel. De Viau ondernam daarop gerechtelijke stappen tegen de uitgever, die er in resulteerden dat het boek niet meer mocht worden verspreid, hetgeen niet verhinderde dat het 'onder de toonbank' nog wel verkrijgbaar was.
Voor De Viau kwam het verbod te laat. Le Parnasse satyrique had inmiddels de aandacht getrokken van het openbaar ministerie en de katholieke kerk. Onder druk van de jezuïetenorde werden De Viau en drie andere dichters aangeklaagd voor godslastering en zondigen tegen de openbare zeden. Het Parlement van Parijs (het hoogste gerechtshof in die tijd) veroordeelde De Viau op 19 augustus 1623 tot de doodstraf. Hij moest op blote voeten verschijnen voor de Notre-Dame van Parijs om levend te worden verbrand.
In augustus 1623 verscheen het boek La doctrine curieuse, geschreven door de jezuïet François Garasse (1585-1631). In dit boek wordt De Viau rechtstreeks aangevallen en neergezet als een dichter "wiens pen gedoopt is in atheïsme, goddeloosheid en losbandigheid". Garasse zinspeelt in zijn boek ook op de intieme betrekkingen die De Viau onderhield met zijn vriend Des Barreau, een relatie die door De Viau zelf overigens wordt omschreven als zuiver vriendschappelijk.

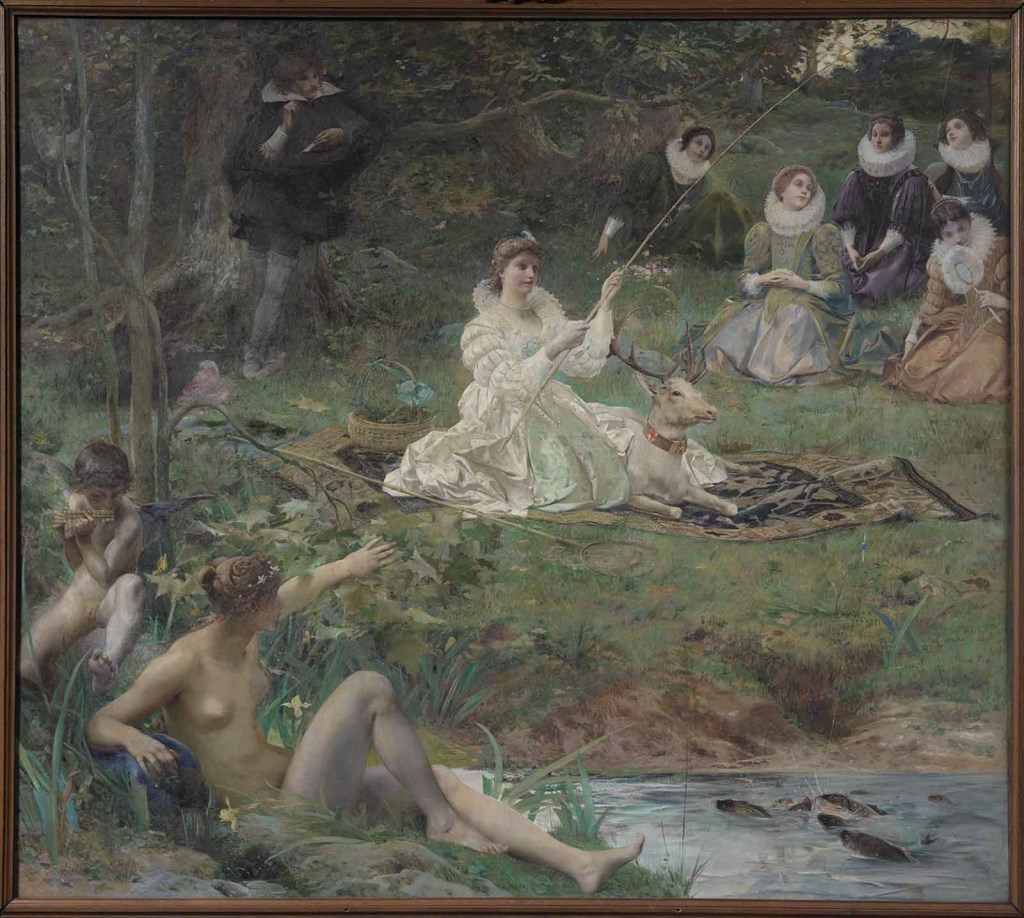
De hertogin van Montmorency Marie-Félicie des Ursins en Théophile de Viau bij het Huis van Sylvie. (Luc-Olivier Merson, 1895. Collectie Musée Condé)

### Arrestatie en opsluiting in de Conciergerie
De Viau wachtte het vonnis niet af. Hij verliet Parijs en trok zich in juli 1623 terug in het Kasteel van Chantilly van de hertog van Montmorency. Hij ontving vrienden, onder wie Des Barreau, en hij bepleitte zijn zaak in verschillende brieven en vlugschriften. Ondanks zijn benarde positie blijft hij een gepassioneerd dichter. Tijdens zijn verblijf schreef hij een serie van tien odes, opgedragen aan de hertogin van Montmorency. De gedichten zijn later gebundeld in La Maison de Sylvie.

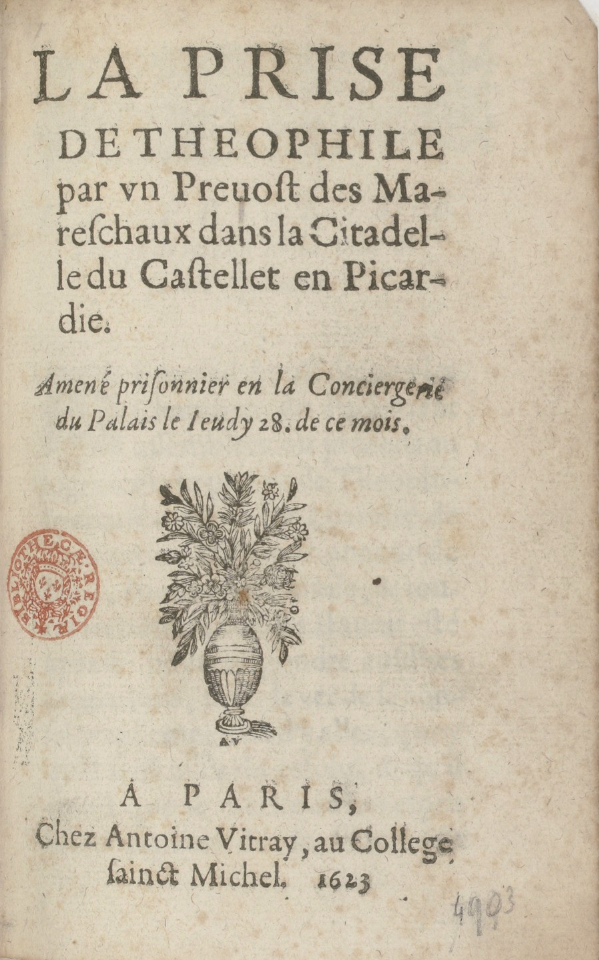
Titelpagina van La Prise de Theophile waarin de aanhouding van De Viau wordt beschreven. (1623)

Na de publicatie van het vonnis in augustus 1623 kon of wilde Montmorency De Viau niet langer onderdak bieden. Deze besloot daarop om naar Engeland te vluchten. Onderweg werd hij betrapt in de citadel van Castellet in Picardië. Op 17 september werd hij aangehouden en enige dagen later overgebracht naar de gevangenis van de Conciergerie in Parijs. De voorbereidingen en de arrestatie zelf worden uitvoerig beschreven in La prise de Théophile.
Vanuit de Conciergerie bleef De Viau proberen om vriend en vijand te overtuigen van zijn onschuld. Het proces tegen De Viau leidde tot grote maatschappelijke opwinding onder de Parijse elite en felle debatten tussen intellectuelen en schrijvers. Van 1623 tot 1625 verschenen 45 pamfletten, tien van tegenstanders van De Viau, twintig waarin vóór hem werd gepleit en vijftien afkomstig van De Viau zelf. Bij de publieke beïnvloeding liet de katholieke kerk zich niet onbetuigd. Vanaf de kansels werd hij zwartgemaakt en bepleitte men de uitvoering van het vonnis.
In Apologie au Roy, als pamflet verschenen in 1625, schrijft De Viau over het proces en komt hij terug op zijn vlucht en arrestatie. Ook klaagt hij over zijn eenzame opsluiting, ongedierte, slechte voeding en de vochtige stromatras "waar de wormen uitkruipen".
Inspanningen om zijn positie te verbeteren door invloedrijke vrienden, onder wie Montmorency, hebben geen effect. Lodewijk XIII wilde zich niet met het proces bemoeien en liet zijn zaak over aan justitie. Wel blijft de koning hem financieel ondersteunen. Hieruit werden de kosten van het proces en de kosten voor zijn levensonderhoud betaald.

### Herziening van het vonnis

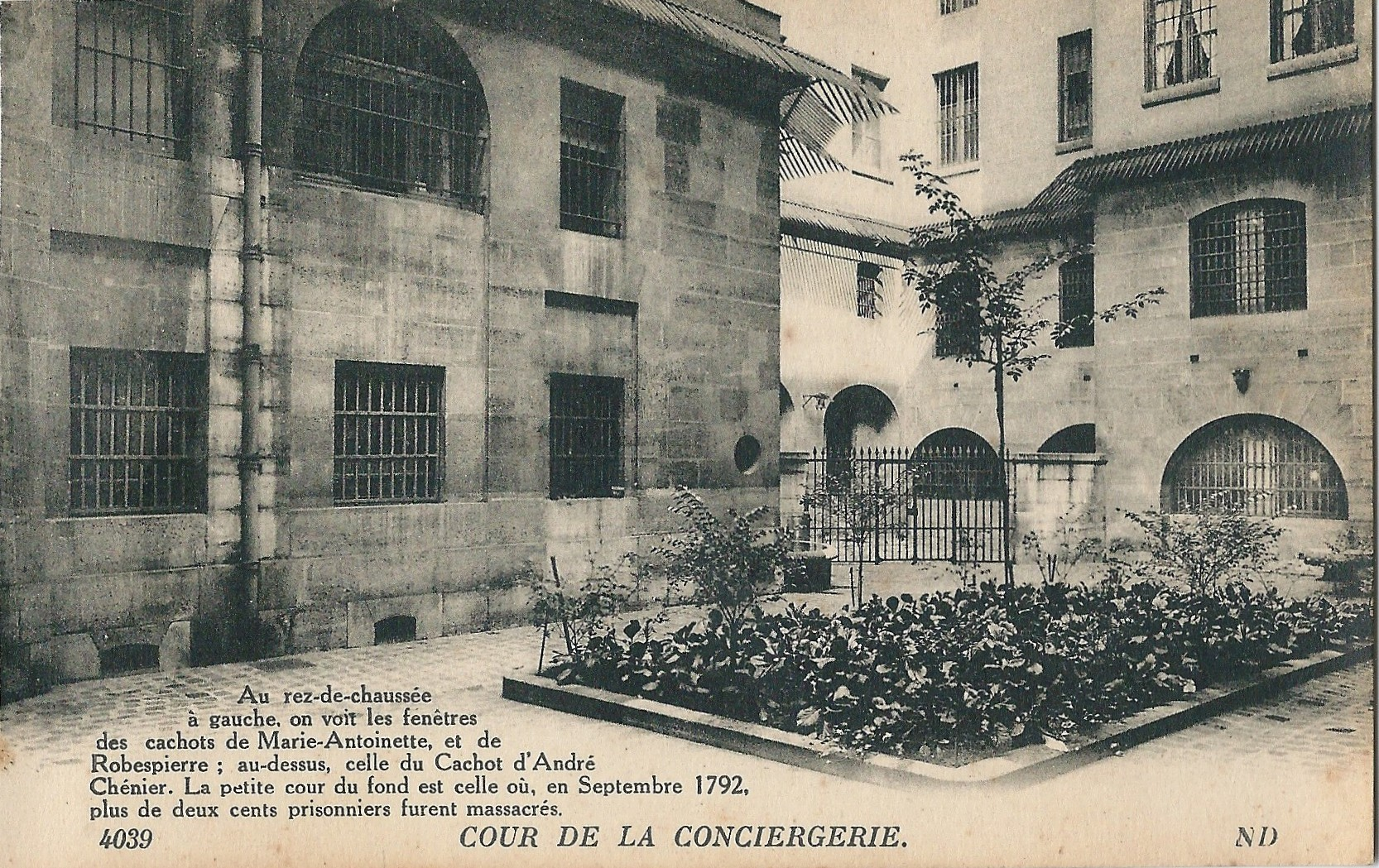
Binnenplaats van de Conciergerie met zicht op de kerkers. (Ansichtkaart uitgegeven door Éditions Lévy & Neurdin, Paris 1935)

Na maanden van eenzame opsluiting begonnen in maart 1624 de verhoren van de getuigen en van De Viau. De hoofdaanklager was Mathieu Molé (1584-1656) en deze beschuldigde De Viau van vrijdenken, godslastering, ontheiliging van de kerk en losbandigheid. Er werden dertien getuigen opgeroepen, die geronseld waren door katholieke geestelijken en hun aanhangers.
De Viau kon aantonen dat de getuigenissen niet gebaseerd waren op eigen waarneming. De getuigen hadden zijn gedichten niet zelf gelezen, maar baseerden hun oordeel op wat ze erover hadden gehoord. Verder voerde hij aan dat enkele gedichten waarmee de beschuldiging van godslastering was onderbouwd, niet door hem geschreven waren. Ook toonde hij aan dat citaten uit zijn werk opzettelijk waren gewijzigd. De beschuldigingen gebaseerd op L’Immortalité de l’Âme werden door De Viau weerlegd door erop te wijzen dat Plato de oorspronkelijke auteur is en dat hij slechts vertaalwerk had verricht. Over zijn gedichten merkte hij op dat het persoonlijke uitingen waren van een vrije geest en geen theologische geschriften waarop beschuldigingen van godslastering konden worden gebaseerd.
Uiteindelijk weerlegde De Viau alle aantijgingen. Hij gaf alleen toe dat hij oneerbiedig over het parlement gesproken had. Op 1 september 1625 werd het oorspronkelijke vonnis herzien. De straf werd veranderd in permanente verbanning uit Frankrijk op straffe van ophanging en wurging. Zijn bezittingen werden in beslag genomen.

### Laatste levensjaren

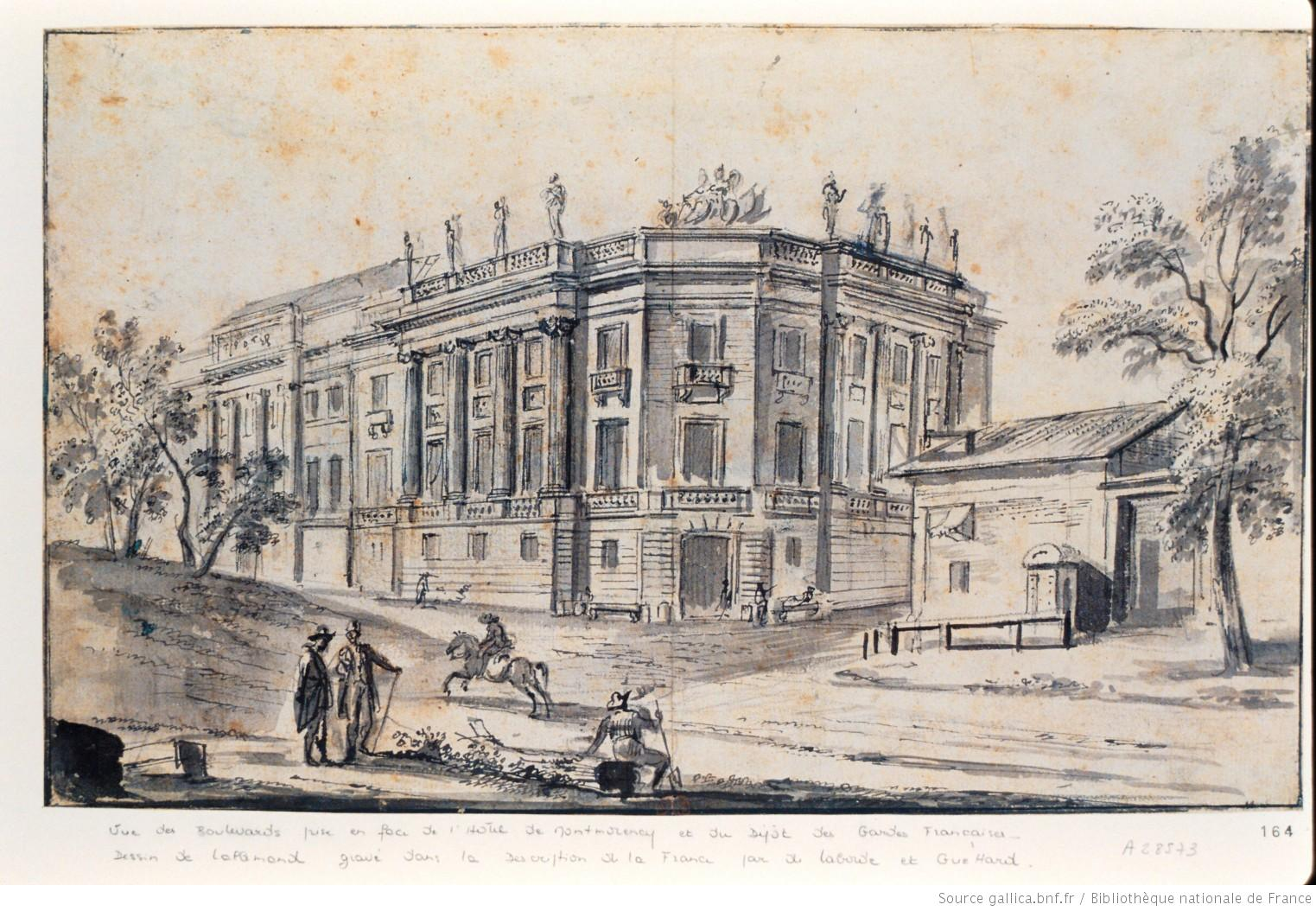
Het Hôtel de Montmorency op de kruising van de Boulevard des Capucines en de Rue de la Chaussée-d'Antin. (Gravure uit de 18e eeuw van Jean-Baptiste Lallemand)

De Viau verliet de gevangenis in slechte gezondheid en zonder bezittingen. Op zijn verzoek kreeg hij van het Parlement van Parijs toestemming om nog veertien dagen in Parijs te blijven. Verder kreeg hij zes maanden de tijd om Frankrijk te verlaten. Hij woonde vermoedelijk bij vrienden totdat Montmorency, die het bevel voerde over de vloot die ingezet werd tegen de hugenoten op het Île de Ré en het Île d'Oléron, weer in Parijs was.

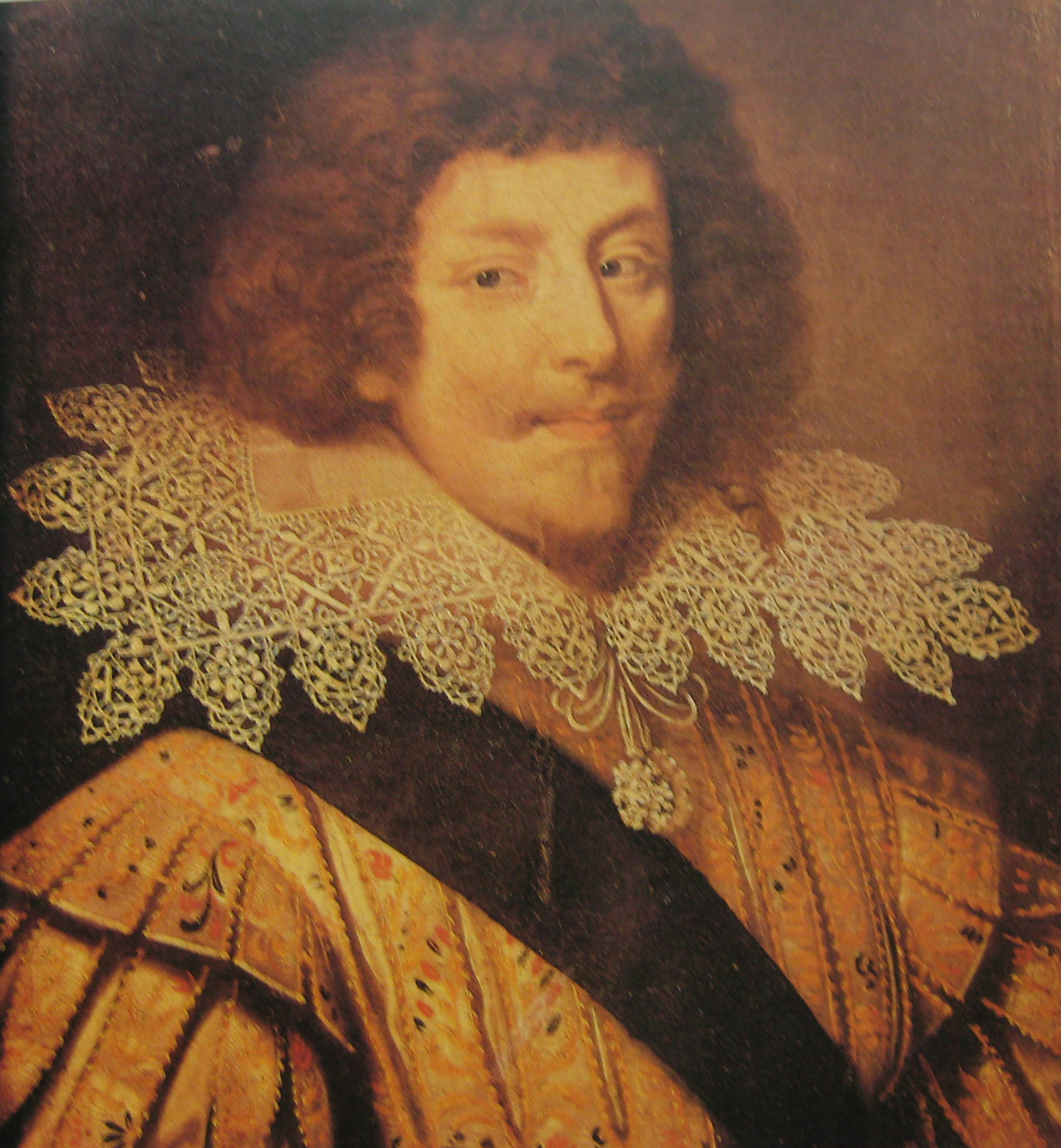
Portret van Henri II de Montmorency, vervaardigd tussen 1625 en 1630. (Collectie Musée Carnavalet)

In november 1625 moest Montmorency terug naar het strijdtoneel en hij liet De Viau met hem meereizen. De Viau was weer terug in Parijs in het voorjaar van 1626. De autoriteiten waren lankmoedig in de naleving van het vonnis. Zijn toneelstuk Les Amours tragiques de Pyrame et Thisbé werd in die periode tweemaal opgevoerd. Hij nodigde enkele vrienden uit voor de voorstelling in het Hôtel de Montmorency. Voor de uitvoering aan het hof ontving hij geen uitnodiging.
Daarna trok hij zich terug in Chantilly en in het kasteel van Selles-sur-Cher. Daar hield hij zich voornamelijk bezig met het herzien van zijn gedrukte werk. Zijn verzoek om weer in Parijs te mogen wonen werd ingewilligd. Het zou zijn laatste verblijfplaats worden. Op 25 september 1626 overleed hij in Parijs in het Hôtel de Montmorency aan de gevolgen van de ontberingen tijdens zijn gevangenschap. Voor zijn overlijden heeft hij de laatste heilige sacramenten ontvangen. Hij werd begraven in de Église Saint-Nicolas-des-Champs.

## De Viau en Nederland

### Verblijf in Holland
Tijdens zijn verblijf in Holland voorzag De Viau in zijn levensonderhoud door het schrijven van theaterstukken voor het toneelgezelschap van Valleran Le Conte. Dit gezelschap voerde stukken op van Alexandre Hardy in het Hôtel de Bourgogne in Parijs. Omdat het publiek meer belangstelling had voor commedia dell'arte werd Le Conte gedwongen om voorstellingen elders te geven. In 1613 speelden zij in Den Haag en in Leiden. Daar ontmoetten zij De Viau, die daarna werd aangetrokken om werk voor het gezelschap te maken. De stukken die De Viau geschreven heeft zijn niet onder zijn naam gepubliceerd. Een opera, eveneens geschreven in opdracht, is niet in druk verschenen.

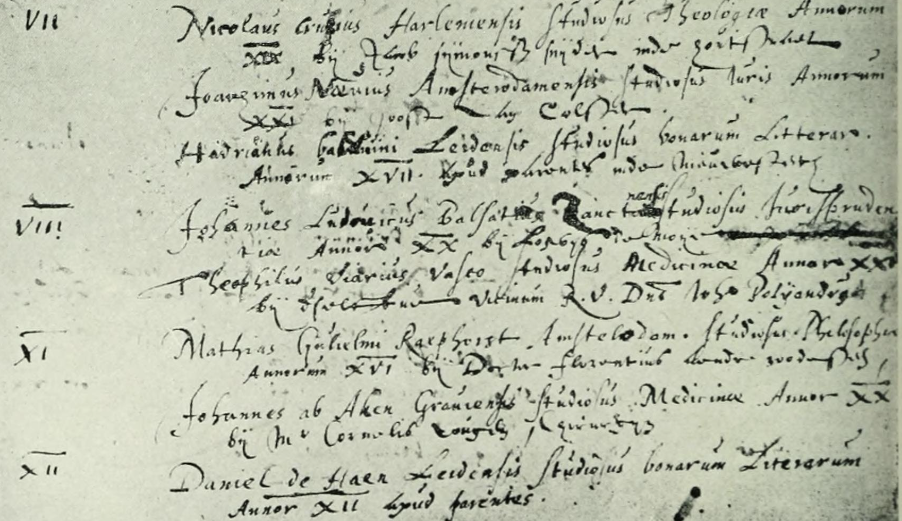
Pagina uit het inschrijvingsregister van de Universiteit Leiden op 8 mei 1615. Bij VIII de namen van Balzac en De Viau.

Op 8 mei 1615 liet hij zich onder de naam Theophilus Viarius inschrijven als student geneeskunde aan de Universiteit Leiden. Balzac schreef zich in als student rechten. Zij verbleven beiden in het huis van Lowijs de Moije. Een incident leidde tot een verwijdering tussen Balzac en De Viau. Balzac kreeg een aframmeling van Antoine de Vos, de schoonzoon van de Leidse hoogleraar Dominicus Baudius. Het is niet duidelijk of het ging om een diefstal of omdat hij geprobeerd had om de dochter of de vrouw van De Vos te verleiden. De Viau intervenieerde waardoor zijn vriend er met een pak slaag vanaf kwam. Balzac vertrok uit Leiden, maar liet een geldschuld aan zijn hospes achter die door Théophile moest worden afgelost. De vriendschap met Balzac veranderde hierdoor in onmin die lang onder de oppervlakte bleef, maar weer opvlamde tijdens het proces tegen De Viau in 1624.
De relatie van De Viau met Nederland komt ook tot uitdrukking in zijn (niet vertaalde) ode Au Prince d'Orange, geschreven voor prins Maurits van Oranje. De ode is in 1619 verschenen, maar werd waarschijnlijk al enkele jaren eerder geschreven.

### Receptie van zijn werk en vertalingen
Het werk van De Viau was al tijdens zijn leven in Nederland bekend. Of zijn verblijf in Leiden hieraan heeft bijgedragen is niet duidelijk. Constantijn Huygens schreef in 1626 een gedicht waarin hij Balzac en De Viau met elkaar vergeleek en schreef lovend over een opvoering van Les Amours tragiques de Pyrame et Thisbé.
- P.C. Hooft heeft rond 1622 onder zijn eigen naam een vertaling van Larissa gepubliceerd.[37]
- Een vrije vertaling van de ode Le Matin is onder de titel Morgenzang in het Nederlands gepubliceerd door de dichter Joan van Broekhuizen (1649-1707).[38][39]
- Rob Schouten publiceerde in 1988 in het maandblad Maatstaf een eigen interpretatie van het gedicht Femmes, qui aymés mieux le f….. que le pain.[40]
- Bavo Hopman heeft de eerste strofe van À Chloris  in het Nederlands vertaald.[41]

## De dichter

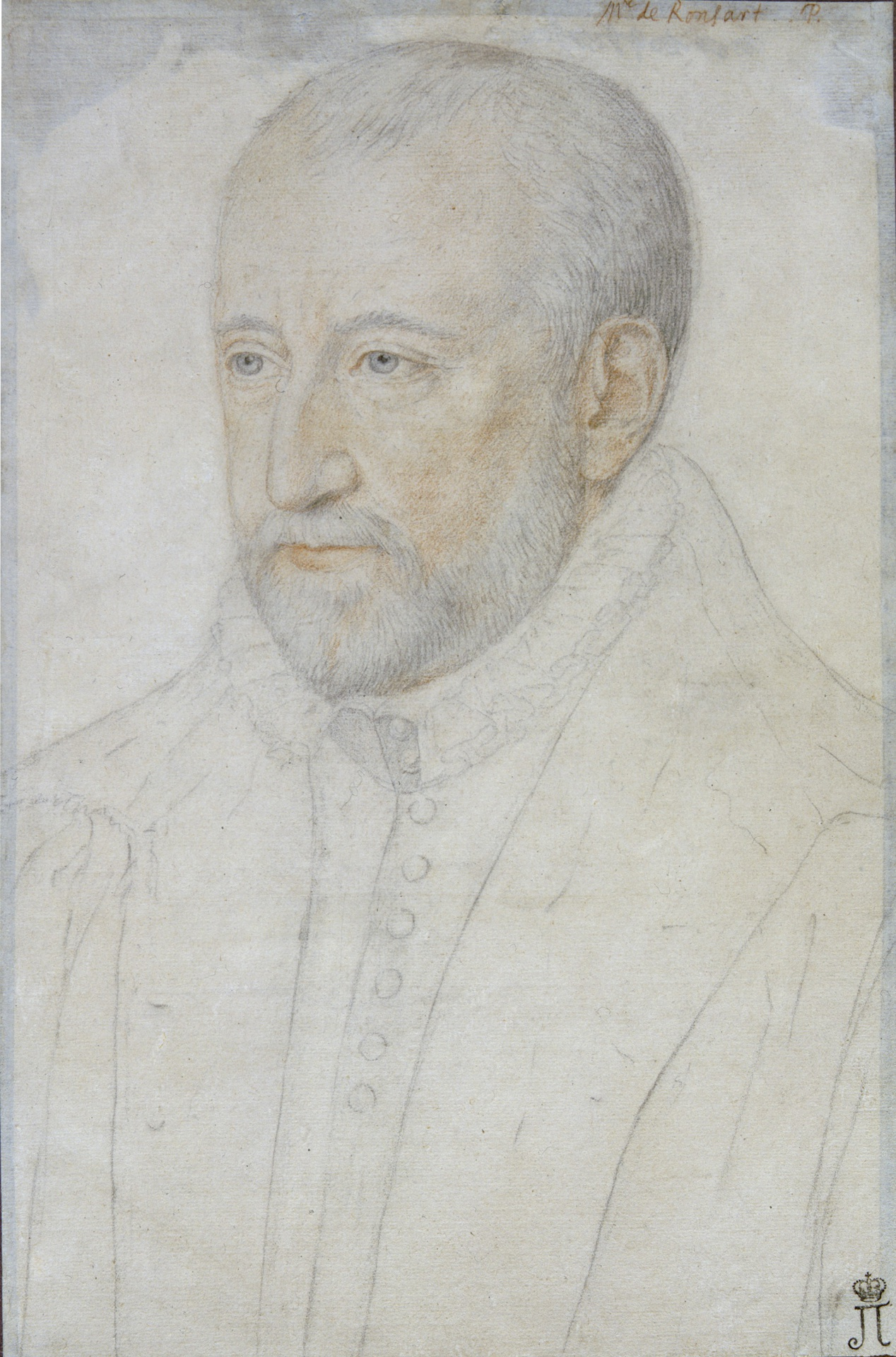
Portret van Pierre de Ronsard (Benjamin Foulon, ca. 1580-1585. Collectie Hermitage museum)

De Viau was een veelzijdig talent en schreef zowel in het Frans als in het Latijn. Hij heeft satirische gedichten, epigrammen, sonnetten, stanza’s, odes en elegieën geschreven. Hij staat in de traditie van Pierre de Ronsard en de dichters van La Pléiade, maar binnen zijn eigen generatie is hij een door en door originele dichter. Zijn originaliteit ligt in zijn vermogen om zijn persoonlijke ervaring in gedichten uit te drukken.
De Viau was geen bewonderaar van de metaforische overdaad of de verheven eruditie die gangbaar was onder zijn tijdgenoten. In Fragments d'une Histoire comique schrijft hij: "Het verhaal moet overtuigend zijn, de betekenis moet natuurlijk en gemakkelijk zijn en de taal moet duidelijk en betekenisvol zijn".
Zijn poëzie wordt gekenmerkt door een sterk gevoel voor de natuur, grote muzikaliteit en gebruik van originele en ingenieuze beelden. Hij wordt aangetrokken door alles wat de zintuigen prikkelt. Zijn passie en levenslust klinken door in ieder gedicht. Melancholie en gedachten over de dood worden getemperd door een andere kant van zijn levenshouding, die van de levensgenieter. De Viau had een weerzin tegen de minutieuze regels van François de Malherbe, die leidend waren voor de dichtkunst van het classicisme. Hij stelde spontaniteit en inspiratie tegenover de beperkende regels van deze literatuurstroming.
De Viau behoorde tot de meest gelezen dichters in de 17e eeuw in het Franse taalgebied. Een bloemlezing van zijn poëzie werd voor het eerst gepubliceerd in 1621 onder de titel Œuvres poétiques en voldeed duidelijk aan de smaak van zijn tijd. Er werden 88 edities gedrukt tussen 1621 en 1696.
Het werk van De Viau raakte in de vergetelheid doordat het classicisme zich ontwikkelde tot de dominante stroming in de Franse literatuur. Hij werd in de 19e eeuw herontdekt door Théophile Gautier en die ontdekking leidde tot een herwaardering van zijn werk door de dichters van de romantiek.. Gautier noemt hem "de meest opmerkelijke dichter van zijn tijd". Een voorloper die, "als hij nu terug zou keren op aarde, ongetwijfeld een van de meest heldere sterren van een nieuwe Pléiade zou zijn". Sinds de 20e eeuw wordt Théophile de Viau gedefinieerd als een barokke en libertijnse auteur.

## Werken

### Verzameld werk
Les Œuvres du Sieur Théophile werd in 1621 in Parijs gedrukt en tijdens zijn leven volgden verschillende andere edities. In 1632 verzorgde Georges de Scudéry een uitgave van zijn verzameld werk. Hij voegde een overlijdensbericht toe en in zijn verantwoording richtte hij zich tot iedereen die zich beledigd zou kunnen voelen door zijn lofrede op de dichter. De eerste uitgave met de brieven van De Viau werd verzorgd door Jean Mairet en verscheen in 1641. In 1856 verscheen een nieuwe editie van het verzameld werk, geredigeerd door de Franse archivaris Charles Alleaume de Cugnon. De correspondentie van De Viau is hierin opgenomen. Deze editie wordt beschouwd als de eerste moderne kritische uitgave van de verzamelde werken van De Viau.

### Edities
Editie Alleaume: (fr) Oeuvres Complètes de Théophile. Revue, annotée et précédée d’une Notice biographique. Par M. Alleaume. Tome I et II. P. Jannet, Paris (1856).
- Deel I
- Deel II
- Wikisource (incompleet)

Editie  Guido Saba: (fr) Oeuvres Completes de Théophile. Edition critique par Guido Saba. Tome I, II et III. Honoré Champion, Paris (1999).
- Tome I. Première partie. Traité de l’Immortalité de l’Âme ou la Mort de Socrate, Poésies, Larissa. ISBN 9782745300713
- Tome II. Seconde Partie.Première Journée, Poésies, Les Amours tragiques de Pyrame et Thisbé, Tragédie. Troisième partie. Recueil de toutes les pièces faites par Théophile depuis sa prise jusqu’à présent [1625], Apologie au Roi, Lettre contre Balzac. ISBN 9782745300737
- Tome III. Lettres françaises et latines, Nouvelles œuvres de Théophile, composées d’excellentes Lettres françaises et latines, recueillies par Jean Mairet [1641], Lettres diverses. Appendice: Pièces de Théophile, ou qui lui ont été attribuées, et qu’il n’a pas recueillies dans ses Œuvres de son vivant. Traductions des textes latins de Théophile. ISBN 9782745300744

### Genoemde werken
In het artikel genoemde werken met verwijzing naar de editie van M. Alleaume.
| Titel                                         | Type      | Alleaume    |
| --------------------------------------------- | --------- | ----------- |
| A Chloris                                     | Stanza    | I, 203-206  |
| Ad Paulum Fratrem Charissimum                 | Brief     | II, 433-436 |
| Les Amours tragiques de Pyrame et Thisbé      | Tragedie  | II, 93-142  |
| Apologie au Roy                               | Apologie  | II, 234-237 |
| Au Prince d'Orange                            | Ode       | I, 150-156  |
| Femmes, qui aymés mieux le f..... que le pain | Stanza    | II, 444-445 |
| Le Forgeron pour le Roy                       | Ballet    | I, 274-275  |
| Fragments d'une Histoire comique              | Verhaal   | II, 11-36   |
| Larissa                                       | Verhaal   | I, 284-289  |
| La Maison de Sylvie                           | Ode       | II, 193-230 |
| Le Matin                                      | Ode       | I, 174-175  |
| Le Parnasse des Poètes Satyriques             | Gedichten | II, 437-439 |
| Les Princes de Cypre                          | Ballet    | I, 280-281  |
| Le sonnet sodomite                            | Sonnet    | II, 437     |
| Sur le Paix de l'Annee 1620                   | Ode       | I, 142-145  |
| Traité de l'Immortalité de l'Âme              | Dialoog   | I, 11-134   |

- Bibsys: 90337992
- Biblioteca Nacional de España: XX973091
- Bibliothèque nationale de France: cb11887829z (data)
- Biografisch Portaal: 38635319
- CiNii: DA03091873
- Digitale Bibliotheek voor de Nederlandse Letteren: theo012
- Gemeinsame Normdatei: 118626825
- International Standard Name Identifier: 0000 0001 2143 8069
- Library of Congress Control Number: n82108027
- Nationale Bibliotheek van Letland: 000031712
- MusicBrainz: 1dd71e38-7b5c-416f-a5ce-d8eb64e28fd4
- Bibliotheek van het Japanse parlement: 01136704
- Nationale Bibliotheek van Tsjechië: ola2013765918
- Nationale bibliotheek van Australië: 35775449
- Nationale Bibliotheek van Israël: 987007269678105171
- Nationale en Universitaire bibliotheek Zagreb: 000153117
- Nederlandse Thesaurus van Auteursnamen: 071416544
- Réseau des bibliothèques de Suisse occidentale: 02-A000172447
- Istituto Centrale per il Catalogo Unico: CFIV049729
- LIBRIS: 344545
- SNAC: w6k67njv
- Système universitaire de documentation: 026674432
- Trove: 990412
- Virtual International Authority File: 93355098
- WorldCat: E39PBJkddKFpmDxBKPMTGyCqQq